# Holisme (sociologie)
 (décembre 2009).
Le holisme vient du grec ancien holos signifiant « la totalité, l'entier ».
On trouve la première forme de définition dans l'étude de la cosmogonie mythologique. C’est l’étude de la formation de l'univers dont deux théories s'opposent. Pour les monistes, la perception de l’univers est formée d’une seule réalité fondamentale. À l’opposé, les dualistes séparent le monde matériel et le monde spirituel, l‘univers est ainsi fragmenté. On trouve ici le premier élément de définition du holisme comme entité regroupant un tout.[réf. nécessaire] Son néologisme en anglais est employé par Jan Christiaan Smuts, Holism and evolution, 1926.
En sociologie française le holisme désigne l'idée que c'est le tout qui détermine les parties, par opposition à l'individualisme ou l'individualisme méthodologique où ce sont les parties qui déterminent le tout. Par exemple, une classe sociale : le point de vue holiste la voit comme une réalité autonome et objective, dont ses membres ne sont que les représentants, alors que la vision individualiste sera celle d'une collection subjective réalisée par le sociologue pour résoudre une question spécifique. Il est important de noter qu'aucun courant de sociologie ne se revendique holiste, ou ne peut être décrit comme exclusivement holiste ; le mot n'est donc utilisé que par les enseignants pour caractériser une école de pensée par rapport à d'autres, ou de façon péjorative.
Par l'évolution de sa définition le holisme est conceptualisé selon les différentes disciplines académiques : la philosophie, le positivisme, la sociologie, l'économie, la biologie, la neuroscience, et en médecine.

## Historique
Le positivisme est la première discipline à mettre en lumière l’expression du terme « sociologie » dont Auguste Comte (1798-1857) est le fondateur. Il montre que l’individu est un être social, inclus dans des phénomènes sociaux dont sa compréhension ne dépend pas de l’analyse des individus mais dans celle de la société en général. Ainsi A.Comte reprend et transforme le déterminisme de Montesquieu.
Le paradigme évolutionniste du sociologue anglais Spencer (1820-1903) est inspiré des thèses de Lamarck (1744-1829) et montre que l'évolution des êtres vivants est soumise aux poids des circonstances extérieures prédominantes qui influent sur la société. Pour Spencer, sa théorie « postule » que l'évolution de l'univers fonctionne comme un organisme vivant et que la différence fondamentale des sociétés humaines et animales est construite sur l'existence du rôle social de l'individu.
Charles Darwin (1809-1882), par sa théorie de l'évolution de l'espèce humaine, montre l'existence d'une loi naturelle qui tend à faire disparaitre la population défavorisée. Thomas Robert Malthus théorise que la production croit de manière arithmétique, alors que la population augmente de façon exponentielle, ce qui décrit une situation de crise économique par le risque d'une surpopulation. Par leurs théories macro-économique, ces deux auteurs se rapprochent du holisme.
Ferdinand Tönnies (1855-1936) fait une dichotomie sémantique entre la société et la communauté. Alors que la société est "une représentation virtuelle et mécanique" la communauté est « vie réelle » au sens d'extension de réseaux sociaux. Il met en avant deux idéaux-types de la volonté.
- la volonté organique : elle dépend de l'obligation de la société par l'obéissance aux normes.
- la volonté réfléchie : elle répond au principe d'individualisation, c'est une recherche de bonheur par orgueil, vanité, égoïsme.

L'antagonisme de la détermination chez Tonnies est présent sous les deux angles analytiques: le Holisme et l'individualisme méthodologique.
Karl Marx (1818-1883) est un investigateur du holisme au sens du déterminisme et par la mise en avant du matérialisme historique.

« Dans la production, les hommes nouent des rapports déterminés, nécessaires, indépendants de leur volonté, ces rapports de production correspondent à un degré de développement de leurs forces productives matérielles. L'ensemble de ces rapports forme la structure économique de la société, la fondation réelle sur laquelle s'élève l'édifice juridique et politique, et à quoi répondent des formes de déterminisme de la conscience sociale. »

— Karl Marx, Critique de l'économie politique
Dans son œuvre Le manifeste du parti communiste, la contradiction de deux classes antagonistes met en avant l'idée centrale que les individus ne sont que le reflet de leur classe sociale, et que leur volonté individuelle reste dirigée par son appartenance sociale.
Émile Durkheim (1858-1917) est souvent associé à l'holisme par la valorisation de l'explication sociale et par l'analyse de ce qu'il nomme le collectif. Cela est dû à sa méthodologie qui étudie des faits sociaux, qui sont des phénomènes sociaux sui generis. Selon Durkheim, les faits sociaux ne peuvent pas être compris en étudiant les consciences individuelles qui les créent, mais doivent être compris comme la fusion des consciences individuelles, une fusion qui produit quelque chose de nouveau, différent, et irréductible aux parties composantes. Les faits sociaux doivent donc être étudiés selon les lois qui leur sont propres, et non à travers la psychologie ou la biologie. Cependant, l'association de Durkheim à l'holisme n'est pas aussi facile qu'il puisse paraître, ce qui est montré par la place privilégiée des individus dans ses analyses (pour plus d'information, voir la section "Critiques" de la page principale de Durkheim).
Concernant le déterminisme, dans son premier ouvrage De la division du travail, E. Durkheim s'interroge sur la cohésion sociale d'une société. Par le mécanisme du droit, il montre, par le rôle de la sanction, l'évolution de la solidarité selon le type de société. La société traditionnelle met en avant la sanction représentative où la conscience collective est très présente, et caractérise la solidarité mécanique. C'est l'application de la punition publique: le bucher, la roue, la pendaison. Michel Foucault décrit une manifestation de punition collective : le supplice de Damien du 2 mars 1757. À l'inverse, la sanction restitutive caractérise la société industrielle à solidarité organique. Ainsi, dans les sociétés traditionnelles, l'individu n'est pas différencié car le poids de la conscience collective (les mœurs et normes) est omniprésente. Ainsi, le passage à la société industrielle caractérise la naissance de l'individualisme. Par la division du travail, les individus se spécialisent et deviennent complémentaires.
Pour l'historien Norbert Elias (22 juin 1897-1er décembre 1990), la société n'existe pas en tant qu'unité distinctive mais résulte de la "constellation humaine" dans La société des individus. Elle préside l'ensemble des rapports individu-société, par l'analyse des réseaux de dépendance et d'interdépendance qui définissent le rôle social de l'individu.